# 동남아시아 문학
동남아시아의 문학(東南－文學)은 동남아시아 지역에서 발달한 문학으로, 소수 천재의 두뇌노동의 산물이나 또는 극소수층의 지적 유희의 일종이라기보다는 오히려 민족의 욕구 내지는 소망의 자연적 발로로서 존재하여 왔다.

## 차용 문학
동남아시아 여러 민족이 적지 아니한 민족 이동을 거듭하면서 현재의 땅에 정주하였을 당시, 아시아에는 이미 인도의 문화와 중국의 문화가 성립되어 있었고, 따라서 우선 이를 섭취하고 모방하는 이외에는 취할 수 있는 길이 없었다. 결국 팔리어·산스크리트어, 또는 한자를 표현의 수단으로 하여 인도·중국 고전의 번역·번안을 능사로 하는 차용 문학이 왕후·귀족 및 승려들을 주된 담당자로 하여 성립되었다.

## 전승 문학
모방 문학과는 무관한 곳에서 숨쉬면서 자라나려고 하는 민족 본래의 의욕과 소망은 그것을 발표하는 수단(문자)도 무대도 없이 갇혀 있었으나, 마침내 정체된 사회의 상층을 깨뜨리고 독자의 활동을 시작하게 되었고, 그 예로는 타이의 '니탄'(Ni-tan →설화)·'스파싯'(Spasit →격언), 미얀마·라오스·캄보디아의 여러 가지 민화와 민요, 인도네시아의 '파라라톤'(Pararaton), 베트남에서의 '뜩응으'(Tuk Ngu →속어)와 '카자오'(Kha Giao →가요) 등이 있다.

## 민족 문학의 성립
19세기 서구 세력의 파급으로 인한 국가 위기는 민족정신의 발전과 성숙을 촉진시켰다. 이것을 계기로 민족의 문학은 내향적으로는 일치 단결과 저항의 외침이 되고, 대외적으로는 자기의 독립과 불가침의 주장이 되었다. 식민지 시대, 독립, 그리고 현재의 신시대 건설에 이르는 과정에 있어 공통적이라 할 수 있는 것은 문학자들이 강렬한 사명감 아래서 적극적으로 정치에 관여하며, 시대를 이끌어 왔다는 데에 있다.

### 베트남의 문학
베트남 문학은 한자 문화와 유교 정신의 속박에서 벗어나고자 하였다. 14세기에 접어들면서는 오래 써오던 한자와 함께 속자인 쯔놈을 고안하여 사용하게 된다. 19세기, 한자를 개량한 속자인 쯔놈으로부터 로마자 표기의 꾸옥응으(→국어)로 바꾸어 사용하게 되었다.

### 타이의 문학
타이 문학은 미얀마와 캄보디아 등 선진 문화국가를 통해 소승불교와 인도계 문자를 차용 받아, 그에 대한 반발이 문학에 응결되어 있다. 13세기에 타이 문자의 창안이 타이 문학사의 첫 장을 장식하고 있다. 중세에서 근세에 걸친 타이의 문학은 왕후·귀족 등 특권층의 전유물로 화한 느낌이 있으나, 한편 사회 하층에서 수많은 민간문학이 대두되어 구전으로 널리 유포되었다. 19세기 초에 다수의 중국 문화의 알려진 작품이 그 때까지의 상식을 깨뜨리고 산문체로 번역 소개되며, 이를 계기로 운문은 퇴조하고 산문이 문학 표현의 주류를 이루게 되었다.